# زبان فارسی در قلمرو عثمانی

مناطق باستانی آسیای کوچک یا آناتولی

چندین عامل را می‌توان در پراکَنش و گسترش زبان فارسی و فرهنگ ایرانی در آسیای کوچک کارگر دانست. نخست کوچیدن خاندان‌های فرهیخته و دانشمند ایرانی‌تبار مانند بهاءالدین سلطان‌العلماء پدر مولانا، نجم‌الدین رازی «دایه»، اوحدالدین کرمانی، فخرالدین عراقی، سراج‌الدین ارموی، سیف‌الدین فرغانی، ناصرالدین بن بی‌بی و دیگر فرهیختگان بدین سامان است. دوم محیط امن و دانش‌پرور سرزمین‌های روم در سدهٔ هفتم و امکان نشئت نوآفرینی فرهنگی، عارفان و ادیبان جهان اسلام را به این سامان کشانده بود. آثار فارسی این بزرگان دانش و ادب، به ویژه تصنیف کتاب پاک‌آمدهٔ مثنوی معنوی و پیدایش راه و آیین فارسی مولویه، نه تنها زبان و ادب فارسی را در آن دیار استوار ساخت، بلکه به روایت عزیز بن اردشیر استرآبادی (متوفای پس از سال ۸۰۰ ه‍.ق/ ۸–۱۳۷۹م) گردآوردندهٔ کتاب بزم و رزم، «جمهور اهالی ممالک روم» در سدهٔ هشتم هجری «به زبان پارسی مایل و راغب بودند».
زبان فارسی در دوره‌ای طولانی زبان رسمی دربار شاهان عثمانی بوده است. دیداری کوتاه و گذرا از موزه‌های ترکیه و حتی گذر از برزن‌های قدیمی و آثار تاریخی شهرهای این کشور، که پر از خط و زبان فارسی است، نشان می‌دهد که این زبان تا چه پایه در این کشور فراگیر بوده است. شیفتگی بسیاری از ترک‌ها به ادبیات فارسی و عربی یکی از دلایل ورود زبان فارسی به ترکیه بود و تأثیر بسیاری بر این سرزمین گذاشت. ازآنجایی‌که ترکیه کشوری مسلمان بود، دین باعث ورود زبان عربی به ترکیه شد، اما در سنجش با زبان فارسی، تأثیر زبان عربی محدود است. بسیاری از واژه‌هایی که در نوشتن شعر و نثر ترکی به کار برده می‌شوند، از فارسی گرفته شده‌اند. آن‌هم شاید به‌دلیلِ آسانی زبان فارسی باشد. رفعت یالچین دانش‌آموختهٔ ادبیات فارسی و استاد بازنشستهٔ درس‌های عثمانی گفته است، بسیاری از واژه‌های ترکی از فارسی گرفته شده‌اند.تا پیش از فارسی‌زدایی به دست آتاترک در ترکیه، در فرهنگ عثمانی و زبان ترکی نزدیک به ۵۰ هزار واژه، چه پارسی سره و چه عربی پارسی‌شده، وجود داشته است. پس از پالایش فرهنگ و واژگان فارسی توسط آتاترک، ترک‌ها به لحاظ ادبی بسیار ضربه خوردند، گفت: به دستور آتاترک واژگان پارسی را که تا نخستین سال‌های سدهٔ ۲۰ام در میان ترک‌ها مصطلح بود، از واژه‌نامه‌ها حذف کردند. این باعث شد تا علی‌رغم ادعای آنها روی مولانا جلال‌الدین بلخی در مولاناخوانی و مثنوی‌خوانی‌شان دچار مشکل شوند و پیوند ادبی آن‌ها نیز با گذشتهٔ‌شان گسسته شود. رجب طیب اردوغان چند سال پیش متوجه این گسست فرهنگی شد و دستور به پیگیری آن داد. از همین روی اکنون چهار بنیاد در ترکیه سرگرم پژوهش روی زبان ترکی عثمانی و الفبای فارسی هستند تا بتوانند پیوند خود را با گذشتهٔ ادبی‌شان، یعنی فرهنگ و ادبیات در دوران پیش از آتاترک، دوباره برقرار کنند.

## تأثیر مولوی
در میان آثار منظوم و منثور قرن هفتم هجری، مثنوی مولوی، علاوه بر نشر حقایق عرفانی، از نظر رواج زبان و شعر فارسی در جهان اسلام، اهمیت فوق‌العاده‌ای داشته است. شروح متعددی که بر این کتاب نوشته شده، وسعت فکر و عمق اندیشه مولانا، خداوندگار سخن، را نشان می‌دهد.
کثرت اصطلاحات فارسی در خانقاه‌های مولویه و اجرای مثنوی‌خوانی در محافل و مجالس این سلسله، زبان فارسی را زبان راز و نیاز صوفیان اهل حق گردانیده بود.
فعالیت ادبی سخنوران و نویسندگان در دورة میانه تاریخ ادبیات ترک، که از استقرار سلجوقیان روم در آناطولی (قرن پنجم هجری/ یازدهم میلادی) شروع و تا عصر ادبی دورة تنظیمات (نیمة قرن نوزدهم میلادی) خاتمه می‌یابد، در دربار و خانقاه متمرکز بود. این دو کانون ادبی و فرهنگی یعنی Divan Edebiyati (ادبیات درباری) و Takke Edebiyati (ادبیات خانقاه) بشدت تحت نفوذ و تأثیر زبان و ادبیات فارسی قرار داشت.
در دورة میانة مرکز فعالیت ادبی دیگری هم بنام Halk Edebiyati (ادبیات عامه)، به زبان ترکی، وجود داشت که از نظر ادبی فاقد ارزش بوده است. اصولاً در این دوره «شعر ترکی در مرتبة دون شعر فارسی قرار داشته است بلکه شعر ترکی را شعر نمی‌شمرده‌اند»[۵].

## مراسلات و نامه‌های دیوانی
در قرن نهم هجری (پانزدهم میلادی) که دربار بزرگ عثمانی وارث دربارهای کوچک و محلی سلجوقیان روم گشت، نظام دیوانی و تشکیلات اداری سلاجقة روم، که با تدبیر و راهبری وزیران و دبیران ایرانی قوام یافته بود، بعنوان یک الگوی سیاسی پذیرفته شد. سلاطین عثمانی در اشاعة زبان فارسی، چه در مکاتبات درباری و صدور احکام و فرامین دیوانی و چه در خلق آثار فارسی‌گویندگان و نویسندگان، نقش مؤثری، همچون مخدومان سلجوقی خود، داشته‌اند.

عثمانیان در آغاز، مراسلات و نامه‌های دیوانی را، به تبعیت از سلاطین سلجوقی در روم، به فارسی می‌نوشتند. منشآت السلاطین احمد فریدون‌بیگ منشی[ در قرن دهم هجری (شانزدهم میلادی) تعداد زیادی از مکاتبات رسمی و فارسی پادشاهان عثمانی را، از عصر تیمور تا صفویه، دربردارد. این مجموعه سند معتبری است از اهمیت زبان فارسی در مناسبات سیاسی و روابط دیپلوماسی فرمانروایان این منطقه که همیشه عده‌ای از «منشیان بلاغت شعار» را در دستگاه خود داشتند.
میراث فرهنگی ایرانی که از ترکان غزنوی به ترکمانان سلجوقی در شرق و از اینان به هم‌کیشانشان در غرب رسیده بود، اینک بدست ترکان عثمانی در اروپا انتشار می‌یافت.

حاصل کار و نتیجة فعالیت ادبی دربار عثمانی، پرورش گروه بیشماری از شاعران و سخنوران پارسی‌گوی در متصرفات آسیائی و اروپائی امپراطوری عثمانی بود که بیش از پانصد سال در نشر زبان فارسی و اشاعة فرهنگ ایرانی کوشیدند.

## شعر فارسی
شعر فارسی در طبع و ذوق آل عثمان هم مؤثر افتاد و اکثر آنها همانند مخدومان سلف خود به فارسی شعر می‌گفتند. در اینجا فهرستی از بعضی سلاطین عثمانی که به فارسی شعر سروده‌اند یا ممدوح گویندگان معاصر خویش بوده‌اند آورده شده است.

### سلاطین عثمانی که به فارسی شعر سروده‌اند
- سلطان ایلدرم بایزید خان اول (۷۹۱/۱۳۸۹ – ۸۰۵ ه‍. /۱۴۰۳م)، شعر فارسی، مأخذ نفیسی.[۱۰]
- سلطان محمدخان دوم (فاتح) (۸۴۸/۱۴۴۴ – ۸۵۰/۱۴۴۶) و (۸۵۵/۱۴۵۱ – ۸۸۶/۱۴۸۱)، اشعار فارسی، مأخذ نجیب‌الله.[۱۱]
- سلطان بایزیدخان دوم (۸۸۶/۱۴۸۱ – ۹۱۸/۱۵۱۲)، اشعار فارسی، مأخذ خسروشاهی.[۱۲]
- سلطان سلیم‌خان اول متخلص به «سلیمی» (۹۱۸/۱۵۱۲ – ۹۲۶/۱۵۲۰)، دیوان شعر، مأخذ گیب.[۱۳]
- سلطان سلیمان خان اول «قانونی» متخلص به «محبی» (۹۲۶/۱۵۲۰ – ۹۷۴/۱۵۶۶)، رباعی، مأخذ خسروشاهی.[۱۲]

### پادشاهان و امیرزادگان شعردوست عثمانی که ممدوح شاعران بوده‌اند
- شاهزاده سلیمان چلبی پسر سلطان بایزید اول (۸۱۳/۱۴۱۰)، احمدبن ابراهیم داعی (معاصر سلطان محمد دوم)، قصیده، مأخذ خسروشاهی.[۱۴]
- سلطان محمد دوم «فاتح» (۸۸۶/۱۴۸۱)، نورالدین عبدالرحمن جامی (۸۹۸/۱۴۹۲)، قطعه «مثنوی»، مأخذ حکمت.[۱۵]
- سلطان بایزید دوم (۹۱۸/۱۵۱۲)، نورالدین عبدالرحمن جامی، مثنوی سلسله‌الذهب، مأخذ حکمت.[۱۵]
- سلطان سلیم اول (۹۲۶/۱۵۲۰) شیخ عبدالله بن محمود شبستری (بعد از ۹۲۶/۱۵۲۰) مثنوی شمع و پروانه، مأخذ نوائی.[۱۶]
- سلطان سلیمان اول «قانونی» (۹۷۴/۱۵۶۶)، محمدبن سلیمان فضولی بغدادی (۹۷۰/۳–۱۵۶۶)، قصیده مدحیه، مأخذ خسروشاهی.[۱۴]
- سلطان سلیمان اول «قانونی»، امینی سمرقندی (معاصر سلطان سلیمان اول)، قصیدة مدحیه (در جلوس سلطان)، مأخذ نوائی.[۱۶]

### شاعران پارسی‌گوی عهد عثمانی در آسیای صغیر
- عزیزبن اردشیر استرآبادی (بعد از ۸۰۰/۸–۱۳۹۷)، اشعار و قصاید فارسی، مأخذ درخشان.[۱]
- سید عمادالدین نسیمی بغدادی (۸۲۰/۱۴۱۷)، اشعار فارسی، مأخذ سامی.[۱۷]
- شیخی طبیب (حدود نیمة قرن نهم/پانزدهم)، ابیات فارسی، مأخذ گیب.[۱۸]
- احمدبن ابراهیم‌بن محمد داعی (معاصر سلطان محمد دوم «فاتح»)، دیوان شعر فارسی عقودالجواهر (به سبک نصاب‌الصبیان ابونصر فراهی)، مأخذ خسروشاهی.[۱۴]
- مولانا قبولی (۸۸۳/۹–۱۴۷۸)، دیوان شعر فارسی، مأخذ نخجوانی.[۱۹]
- مولانا حامدی اصفهانی (قرن نهم/پانزدهم)، دیوان شعر فارسی، مأخذ نخجوانی.[۱۹]
- قاضی لطف‌الله بن ابی‌یوسف حلیمی (معاصر سلطان بایزید دوم)، شعر فارسی، مأخذ نفیسی.[۱۰]
- سیدشریف معمائی (بعد از ۹۰۸/۳–۱۵۰۲)، منظومه در معما، مأخذ نفیسی.[۱۰]
- شمس‌الدین بردعی ملازاده (حمدی) (معاصر سلطان سلیم اول)، قصیده مدحیه، مأخذ نوائی.[۱۶]
- شمس‌الدین محمد لطیفی (معاصر سلطان سلیم اول)، قصیده مدحیه، مأخذ نوائی.[۱۶]
- شیخ‌عبدالله‌بن شیخ محمود شبستری (بعد از ۹۲۶/۱۵۲۰)، مثنوی شمع و پروانه، مأخذ نوائی.[۱۶]
- بهاءالدین علی «محمد» ادائی شیرازی (۹۲۸/۱۵۲۲)، سلیم‌نامه (در تاریخ سلطان سلیم اول)، مأخذ نوائی.[۱۶]
- قاضی شیخ کبیر (۹۳۰/۴–۱۵۲۳)، اشعار فارسی، مأخذ نوائی.[۱۶]
- شمس‌الدین احمدکمال پاشازاده (۹۴۰/۴–۱۵۳۳)، اشعار فارسی، مأخذ سامی.[۱۷]
- شیخ ابراهیم‌بن محمد بردعی «گلشنی» (۹۴۰/۴–۱۵۳۳)، اشعار عارفانه، مأخذ نفیسی.[۱۰]
- مولانا امینی سمرقندی (معاصر سلطان سلیم دوم)، قصیده مدحیه، مأخذ نوائی.[۱۶]
- ابراهیم دده شاهدی قونیوی (۹۵۷/۱۵۵۰)، منظومة شرح مثنوی
- مصطفی‌بن شعبان سروری (۹۶۹/۲–۱۵۶۱)، منظومة شرح مثنوی
- مولانا باقی چلبی (معاصر سلطان سلیمان دوم)، غزلیات فارسی، مأخذ خسروشاهی.[۱۴]
- محمدرضا پاشای تبریزی (قرن دهم/ شانزدهم)، ابیات فارسی، مأخذ نصرآبادی[۲۰]
- محمدبن سلیمان فضولی بغدادی (۹۷۰/۳–۱۵۶۲)، دیوان شعر فارسی، مأخذ گیب.[۱۳]
- مولانا علی چلبی‌بن امرالله قنالی‌زاده (بعد از ۹۷۹/۱۵۷۱)، ابیات فارسی، مأخذ سامی.[۱۷]
- میرزا مخدوم‌بن می‌رسید شریف (اشرف) (قرن دهم/شانزدهم)، ابیات فارسی، مأخذ خسروشاهی.[۱۴]
- سعدالدین محمد چلبی‌افندی‌زاده (۱۰۲۴/۱۶۱۵)، اشعار فارسی، مأخذ سامی.[۱۷]

### تعدادی از آثار و تألیفات فارسی دانشمندان و نویسندگان این عصر
- عزیزبن اردشیر استرآبادی (بعد از ۸۰۰/۸–۱۳۹۷)، بزم و رزم، بنام امیر برهان‌الدین احمد قیصاری، مأخذ درخشان[۱]
- زین‌الدین (علاءالدین) ملاعلی‌بن محمد قوشچی (۸۷۹/۵–۱۴۷۴)، رسالة هیئت، مأخذ نفیسی-.[۱۰]
- حسن‌بن محمد شاه بن‌شمس‌الدین فناری (چلبی) (۸۸۶/۲–۱۴۸۱)، المطالب العالیه (در روایت و کلام)، مأخذ نفیسی-.[۱۰]
- غیاث‌الدین‌بن محمد متطبب اصفهانی (بعد از ۸۹۶/۱–۱۴۹۰)، مرآت‌الصحه، بنام سلطان بایزید دوم، مأخذ نفیسی.[۱۰]
- قاضی‌لطف‌الله‌بن ابی‌یوسف حلیمی (معاصر سلطان بایزید دوم)، بحرالغرائب (در لغت فارسی و عروض و بدیع)، مأخذ نفیسی.[۱۰]
- خطیب رستم مولوی (بعد از ۹۰۴/۹–۱۴۹۸)، وسیله‌المقاصد، (فرهنگ لغت ترکی به فارسی)، مأخذ نفیسی.[۱۰]
- سیدشریف معمائی (بعد از ۹۰۸/۳–۱۵۰۲)، افکارالشریف (در فن معما)، بنام سلطان بایزید دوم، مأخذ نفیسی.[۱۰]
- قاضی میرحسین‌بن معین‌الدین حسینی ترمذی میبدی (مقتول ۹۰۹/۴–۱۵۰۳)، جام گیتی‌نما (در حکمت)، بنام شاهزاده سلیمان‌بن سلطان‌سلیم، مأخذ نفیسی.[۱۰]
- ابوالعلاء عبدالمؤمن جاروتی، (صفی) (اوایل قرن دهم/ شانزدهم)، مجموعة الفرس (در لغت فارسی)، مأخذ نفیسی.[۱۰]
- ادریس بن‌حسام‌الدین علی بدلیسی (۹۲۶/۱۵۲۰)، هشت بهشت (در تاریخ هشت تن از سلاطین عثمانی)، بهار.[۸]
- حکیم شاه محمدبن مبارک شاه کریم قزوینی (بعد از ۹۲۹/۱۵۲۳)، ترجمة مجالس‌النفائس، مأخذ حکمت.[۱۵]
- قاضی شیخ کبیر (۹۳۰/۴–۱۵۲۳)، تاریخ سلطان سلیم اول، مأخذ نوائی.[۱۶]
- شمس‌الدین احمدبن سلیمان‌بیگ کمال پاشازاده (۹۴۰/۴–۱۵۳۳)، نگارستان (به سبک گلستان سعدی)، مأخذ درخشان[۱]
- مصلح‌الدین محمدبن صلاح بن‌جلال لاری (۹۷۹/۲–۱۵۷۱)، شرح رسالة هیئت ملاعلی قوشچی، مأخذ نفیسی.[۱۰]
- ابوالفضل محمدبن ادریس بدلیسی دفتری (فضلی) (۹۸۲/۵–۱۵۷۴)، ذیل هشت بهشت، مأخذ بهار.[۸]